# The Santa Clause 3: The Escape Clause
The Santa Clause 3: The Escape Clause é um filme de comédia de fantasia americano de 2006 dirigido por Michael Lembeck. É a terceira e última parcela da trilogia The Santa Clause e sequência de The Santa Clause 2. O filme é estrelado por Tim Allen voltando como Scott Calvin/Santa Claus e Martin Short como Jack Frost. Allen e Short já havia trabalhado juntos no longa-metragem de comédia da Disney de 1997 Jungle 2 Jungle. Eric Lloyd retorna em um papel menor como filho de Santa, Charlie, como fazem muitos dos atores coadjuvantes dos dois primeiros filmes, reprisando seus papéis anteriores. No entanto, David Krumholtz, que já interpretou Bernard the Arch-elf, não aparece em um presente por causa de questões contratuais, e assim por Curtis (interpretado por Spencer Breslin), que anteriormente era o Assistente Chefe Elf, agora foi promovido a sua ex-posição.
Este foi último filme de Peter Boyle para ser lançado antes de morrer de câncer de um mês após seu lançamento. O filme de 2008 All Roads Lead Home seria lançado postumamente.
A produção foi concluída em fevereiro de 2006. O filme foi lançado nos cinemas em 03 de novembro de 2006 nos EUA, seguido por uma data de lançamento de 24 de novembro para o Reino Unido.
O DVD e o Blu-ray foram liberados em 20 de novembro de 2007, nos EUA e 12 de novembro de 2007 para o Reino Unido.

## Sinopse
Tim Allen está de volta com sua barba branca e roupa vermelha para mais aventuras e gargalhadas nessa divertida comédia para toda família. Prepare-se para uma eletrizante viagem enquanto o papai noel encara um dos seus mais picantes e histéricos desafios. Com a chegada do natal, Scott Calvin convida os pais de sua esposa  para as festas de final de ano. O feriado se transforma em um caos quando Scott percebe que está sem a sua roupa de papai noel e que o maligno Jack Frost congelou o natal! A menos que Scott consiga resolver toda essa confusão a tempo, o clima vai esfriar ainda mais no pólo norte e no resto do mundo. Será que ele vai conseguir recuperar seu emprego a tempo?

## Elenco
- Tim Allen como Papai Noel/Scott Calvin
- Martin Short como Jack Frost
- Elizabeth Mitchell como Sra. Noel/Carol Newman Calvin
- Judge Reinhold como Neil Miller
- Wendy Crewson como Laura Miller
- Liliana Mumy como Lucy Miller
- Spencer Breslin como Curtis
- Alan Arkin como Sr. Bud Newman
- Ann-Margret como Sra. Sylvia Newman
- Aisha Tyler como Mãe Natureza
- Peter Boyle como Pai do Tempo
- Michael Dorn como Sono
- Jay Thomas como Coelhinho da Páscoa
- Kevin Pollack como Cupido
- Art LaFleur como Fada do Dente
- Eric Lloyd como Charlie Calvin
- Charlie Stewart como Dr. Hismus
- Abigail Breslin como Trish
- Madeline Carroll como Santa
- Zach Mills como Carpenter
- Jordan Orr como Vozes dos Elfos

### Prêmios e indicações
| Prêmio            | Categoria                              | Assunto                                | Resultado |
| ----------------- | -------------------------------------- | -------------------------------------- | --------- |
| Framboesa de Ouro | Pior Ator                              | Tim Allen                              | Indicado  |
| Framboesa de Ouro | Pior Casal na Tela                     | Tim Allen                              | Indicado  |
| Framboesa de Ouro | Pior Casal na Tela                     | Martin Short                           | Indicado  |
| Framboesa de Ouro | Pior Ator Coadjuvante                  | Martin Short                           | Indicado  |
| Framboesa de Ouro | Pior Prequela ou Sequência             | Pior Prequela ou Sequência             | Indicado  |
| Framboesa de Ouro | Pior Desculpa para Diversão em Família | Pior Desculpa para Diversão em Família | Indicado  |

## Bilheteria
Os dois primeiros filmes haviam se tornado sucessos de bilheteria durante os fins de semana de abertura, mas The Santa Clause 3 foi vencido por Borat para o 1º lugar.
A partir de 7 de fevereiro de 2007; The Santa Clause3 havia feito $84,500,122 na América do Norte e um bruto mundial de $110,768,122. O primeiro filme havia feito $189,833,357 mundial na bilheteria, enquanto o segundo filme havia feito $172,855,065.

## Lançamento DVD & Blu-ray Disc
O filme foi lançado em DVD padrão e de alta definição Blu-ray em 20 de novembro de 2007.